# San Miguel de El Faique (distrito)
San Miguel de El Faique é um distrito do Peru, departamento de Piura, localizada na província de Huancabamba.

## Transporte
O distrito de San Miguel de El Faique é servido pela seguinte rodovia:
- PI-108, que liga a cidade ao distrito de Huarmaca
- PE-2A, que liga a cidade de Huancabamba ao distrito de La Matanza
- PE-3N, que liga o distrito de La Oroya (Região de Junín) à Puerto Vado Grande (Fronteira Equador-Peru) no distrito de Ayabaca (Região de Piura)[1][2][3]